# المهلة الأخيرة (رواية)
رواية المهلة الأخيرة للمؤلف الروسي فالنتين راسبوتين تدور حول التفاعلات الأسرية والاجتماعية التي محورها سيدة روسية دورها الاجتماعي أم لعدة أولاد في قريتها وفي المدن القريبة والمدن البعيدة. وفي نفس الوقت هي جدة لعدة أحفاد. ولا يفهم أولادها أنها في أخر مراحل حياتها ولا يدركوا أنهم في «المهلة الأخيرة» لرعايتها.
الرواية تعكس التفاعلات الاجتماعية المختلفة للمسنين بسلبياتها وإيجابياتها مع كل الأعمار ومع أجيال الأسرة مع الجيران.
وهي رواية تستحق التدريس في البرامج الأكاديمية لعلوم التعمر. متوافر نسخة بالروسية منها للتنزيل وقد تم تحويلها لفيلم روسي.

## وصلات خارجية
- عن رواية المهلة الأخيرة موقع goodread
- جزء كبير من الرواية مترجمة للعربية
- المؤلف الروسي فالنتين راسبوتين
- تحميل الرواية pdf